# Discord
Discord è una piattaforma di messaggistica istantanea, di distribuzione digitale e di voice over IP statunitense progettata e utilizzata per la comunicazione tra comunità di videogiocatori.
Gli utenti comunicano con chiamate vocali, videochiamate, messaggi di testo, media e file in chat private o come membri di un server Discord. Quest'ultimi sono una raccolta di canali di tipo vocale e/o testuale.
Discord funziona su Windows, macOS, Android, iOS, iPadOS, Linux, Xbox, PlayStation e nei browser web grazie ad una applicazione web. Ad agosto 2023, il software è usato da oltre 150 milioni di utenti mensili.

## Storia

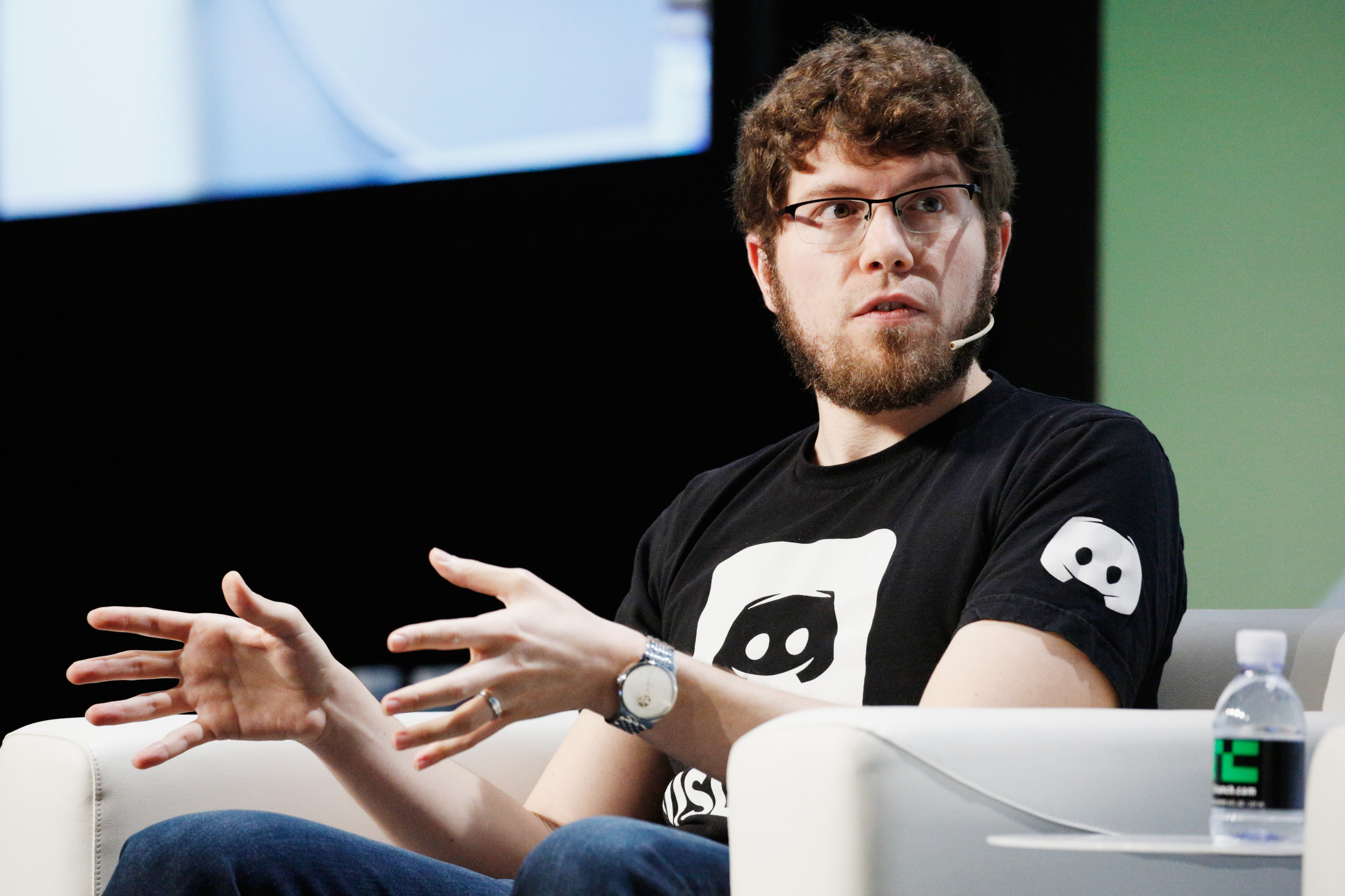
Jason Citron, co-fondatore e CEO di Discord, al TechCrunch 2018

Discord nasce come idea di Jason Citron (fondatore dello studio di sviluppo videogiochi Hammer & Chisel) che aveva notato la difficoltà del comunicare durante il gioco utilizzando gli strumenti disponibili sui VoIP Software, come Skype e Teamspeak.
Ciò diede l'idea per iniziare a sviluppare un servizio di chat semplice da usare e che non influisse significativamente sulle prestazioni.
Discord è stato rilasciato il 15 maggio 2015, da allora ha iniziato a diffondersi negli esport e dai giocatori di tornei di LAN. Guadagnandosi il supporto e il finanziamento iniziale tramite l'incubator 9plus di YouWeb, la compagnia ha poi trovato i fondi tramite un capitale Benchmark capital e Tencent.
Il servizio è stato inizialmente pubblicizzato solo alle comunità di Reddit, dopo che il team aveva notato che molti forum subreddit stavano rimpiazzando i loro server IRC con Discord. È stato poi reso popolare da giocatori di eSports e LAN party, compresi utenti popolari sul servizio di streaming Twitch.tv e su comunità di giochi come quella di Star Citizen. La compagnia, che condivide lo stesso nome del servizio, è stata creata dal fondatore di OpenFeint Jason Citron, che intende mantenere la compagnia indipendente.
La compagnia ha raccolto altri 20 milioni di dollari per il finanziamento del software a gennaio del 2016.
Nel 2021, Microsoft inizia alcune trattative per comprare la piattaforma, ma queste vengono rifiutate dall'azienda che pochi giorni dopo annuncia una partnership con Sony per portare Discord su console PlayStation ad inizio 2022. Verrà portato nel 2023 solo su PlayStation 5, deludendo le aspettative dei giocatori della PlayStation 4.

## Software
L'applicazione di Discord è stata progettata per essere usata mentre si gioca, e ha dei vantaggi come la poca latenza e l'alta stabilità, server gratuiti per gli utenti e infrastrutture per server dedicati. Gli sviluppatori di Discord hanno pianificato l'aggiunta di chiamate video e condivisione dello schermo. Le chiamate dirette sono state aggiunte in un aggiornamento avvenuto il 28 luglio 2016, con il supporto di chiamate tra due o più utenti. Discord può essere installato su Microsoft Windows, Mac OS X, Android, iOS, Linux, ed ha l'applicazione web per il browser.
Mentre il software stesso è gratis, è possibile acquistare Discord Nitro, che fornisce diversi vantaggi tra i quali l'uso globale di emoji da altri server, un limite sulla dimensione degli upload incrementato ed altro ancora. È disponibile una versione di Nitro detta Nitro Classic, che dà all'utente meno funzionalità aggiuntive ma al prezzo originario (precedente all'aggiornamento di ottobre 2018).
Discord è stato realizzato utilizzando il software framework Electron, sviluppato e mantenuto da GitHub. Il framework permette al software di essere multi-piattaforma e di funzionare su computer, telefono e web.

## Accoglienza
Nel gennaio del 2016, Hammer & Chisel ha sostenuto che Discord è stato usato da 3,5 milioni di persone, con una crescita di un milione al mese, raggiungendo gli 11 milioni di utenti e dando a Discord il titolo di miglior servizio VoIP in circolazione.

### Uso problematico
Discord ha avuto problemi di comportamento ostile e di abuso nelle chat: alcuni server hanno subito dei "raid" (prese di controllo da parte di un grosso numero di utenti) da parte di altre community. Questi includono il riempimento della chat con argomenti controversi come razza, religione, politica e pornografia. Discord ha dichiarato di avere piani per implementare cambiamenti che "libererebbero la piattaforma dal problema".
Per meglio proteggere i suoi utenti e servizi da questi eventi, Discord ha instaurato un team di fiducia e sicurezza disponibile 24 ore al giorno per monitorare i server e rispondere alle chiamate. Questo include preoccuparsi delle molestie agli utenti, dei server che violano i termini di servizio di Discord e di proteggere i server da "raid" e spam da parte di utenti malintenzionati o bot. Anche se non monitora direttamente i messaggi, il team può determinare l'attività malintenzionata dai modelli di uso dei servizi e prendere misure appropriate, incluse investigazioni più profonde. Discord programma di espandere il team man mano con l'aumento del numero di utenti.

## Profilo Discord
Per utilizzare Discord, come viene suggerito dalla schermata di benvenuto che appare la prima volta che si apre l'applicazione, è necessario creare un account associato ad un'e-mail e ad una password con requisiti standard (8 caratteri, almeno una maiuscola, ecc...).
Al nuovo account è necessario associare un nome utente visibile all'intera comunità degli utenti, che può essere usato da più di un utente (nome visualizzato) e un altro che può essere utilizzato da un utente soltanto. Per concludere la creazione del profilo, viene richiesto l'inserimento di un'immagine profilo, che può essere caricata dal proprio dispositivo oppure scelta tra le predefinite per Discord.

## Server Discord
"Discord is the easiest way to talk over voice, video, and text. Talk, hang out, and create a place to belong with your friends and communities."
I server Discord sono degli ambienti virtuali utilizzati con più funzionalità, oltre a quella messaggistica e comunicativa, che possono ospitare più utenti. Ne esistono 2 tipi: server che sono accessibili per l'intera community di Discord (server pubblici) e server ad accesso ristretto per il quale è necessario l'invito del creatore o degli utenti che ne hanno la possibilità (server privati).
Sui server è possibile condividere files o media, inviare messaggi, comunicare verbalmente, effettuare videochiamate. La struttura di un server può essere molto semplice come può essere molto complessa; generalmente essi sono ripartiti in canali testuali e/o vocali, a volte raggruppati in sezioni più grandi.

### Server pubblici
I server pubblici sono compendiati nella sezione "Scopri" o "Esplora server pubblici", segnalata dall'icona di una bussola nella barra delle schermate posizionata a sinistra dell'interfaccia. Cliccando sopra l'icona dei vari server, che appaiono consigliati direttamente sulla prima schermata della sezione oppure che possono essere cercati tramite la barra in alto, si potrà "esplorare" il server visualizzando alcune delle schermate del server, dette "schermate di benvenuto" e configurate nelle impostazioni del server. Il server non viene presentato integralmente, ma vengono esposte alcune schermate con lo scopo di far comprendere il funzionamento, la struttura e le regole del server. Infine, per accedervi sarà sufficiente cliccare sulla barra blu che appare in alto allo schermo durante "l'esplorazione" e seguire i vari passaggi, i quali prevedono anche una "verifica dell'iscrizione": regole che l'utente deve accettare per accedere definitivamente al server.
Particolarmente rilevanti per i server pubblici sono gli statuti o, più generalmente, le liste di regole che vengono presentate all'utente prima che aderisca al server e che l'utente promette di rispettare.
La schermata "Esplora server pubblici" suddivide i server Discord in 6 grandi categorie, secondo i più generali scopi per i quali sono creati.

#### Gaming
Il motivo per il quale Discord fu creato era mettere a disposizione dei videogiocatori di tutto il mondo una piattaforma di comunicazione online che agevolasse il gaming fra amici e permettesse ai player di stringere nuove amicizie online fondate sugli stessi interessi videoludici. Pertanto, la tipologia di server più diffusa è proprio quella di server dedicati al gaming, in cui i videogiocatori possono mettersi in contatto, aiutarsi a vicenda, informarsi sulle novità del gioco, trovare compagni di gioco e partecipare a tornei o competizioni.

#### Musica
Questi server sono dedicati alla musica e perciò permettono di condividere la propria passione musicale con altri utenti, in maniera del tutto analoga per quanto vale ai server dedicati al gaming.

#### Istruzione e hub studenti
Fu breve il passo dal gaming online allo studio online: esistono server dedicati a qualsiasi disciplina, sia con lo scopo di facilitare e contribuire a vicenda allo studio sia con lo scopo di coltivare la propria passione per una certa disciplina con altre persone e condividere curiosità al riguardo.
I server dedicati all'istruzione sono suddivisi in server per materie specifiche, in particolare le linguistiche (dato che la piattaforma favoreggia notevolmente la comunicazione in tutte le sue forme; mentre per le altre discipline soffre della fama di altri social più famosi ed ugualmente adatti a quel tipo di condivisione), ed in server per lo studio di gruppo con utenti che aiutano altri utenti.
Una delle funzionalità dedicate all'istruzione, recentemente implementate su Discord, è la possibilità di creare degli "hub studenti": server istruzioni esclusivi gestiti da utenti in cui è possibile incontrarsi con i compagni di classe.

#### Scienza e tecnologia
Nei server dedicati alla tecnologia è possibile, grazie all'aiuto di altri utenti, apprendere vari linguaggi di programmazione; in quelli dedicati alle scienze, invece, si resta costantemente aggiornati su tutte le novità, le scoperte che vengono effettuate nei vari campi della ricerca scientifica ed aiuti in caso di bisogno grazie ad esperti.

#### Intrattenimento
La passione che lega gli utenti di questi server può essere una serie tv, un film oppure una tipologia di film, anime, manga, libri oppure meme: insomma, esistono server per tutti i generi di intrattenimento. Potremmo paragonare questi server a dei fan club virtuali.

### Server privati
I server privati sono server in cui si può accedere soltanto su invito da parte di uno degli amministratori del server. Come tutti gli altri server ci possono essere più canali vocali e testuali in cui ci si inoltra messaggi, emoji e immagini.

### Impostazioni
Le impostazioni sono il DNA del server: l'aspetto esteriore, le regole, il profilo ed il funzionamento del server sono regolati da esse. Esse riguardano i ruoli, le notifiche, la moderazione, le attività, i canali, le categorie e la panoramica del server.
- Panoramica: nome e foto del server, impostazioni generali
- Ruoli
- Emoji, adesivi e soundboard
- Widget
- Modello server
- Link d'invito personalizzato, se si ha il livello 3 di server boost
- Integrazioni e app
- Configurazione di sicurezza: automod, protezione dai raid, captcha ecc.
- Registro attività
- Ban
- Impostazioni della community: panoramica, inserimento, dati del server, programma di partnership, esplora, schermata di benvenuto
- Membri
- Inviti

Un'impostazione particolarmente importante è quella di "Attiva community": essa permette di attivare il funzionamento dei "Canali per community", così da facilitare la moderazione di un server comunitario.

#### Ruoli
Nei server Discord i "ruoli" ("roles" in inglese) ricoprono un'importanza vitale. Come in ogni aggregazione sociale, perché essa sia vivibile, è necessario che vengano stabilite regole (elencate nello statuto) e ruoli sociali; ciò accade anche su Discord. Per stabilire i compiti e le facoltà di ogni utente, i moderatori istituiscono dei ruoli che sono paragonabili a pacchetti di concessioni (che si sommano alle possibilità di base dell'utente senza ruoli), i quali vengono assegnati a ciascun utente a discrezione degli amministratori o in base a qualche criterio di conseguimento (come nel caso dei "livelli": moltissimi server assegnano ruoli "onorifici", che vengono chiamati "livelli" per l'analogia con i videogiochi e che variano in base all'esperienza dell'utente su quel server). Il nome e l'icona o il colore del ruolo vengono scelti dal moderatore che lo ha creato.
Il sistema dei ruoli serve anche per determinare i diversi gradi di dignità dei vari amministratori, eccetto per il creatore del server che detiene tutte le facoltà disponibili.
- Creatore: il creatore di un server è l'unico utente che ha creato il server Discord. Il membro fondatore detiene tutte le facoltà disponibili e, perciò, non può essere espulso o bannato dal server. Inoltre è l'unico che può eliminare il server.
- Amministratore/Moderatore: Il creatore potrebbe avere bisogno di utenti affidabili che possano affiancarlo nell'amministrazione del server, attribuendo loro facoltà maggiori rispetto agli utenti semplici tramite l'istituzione dei ruoli con permessi speciali.
- Bot: i server Discord possono usare dei bot per usare comandi nei canali testuali. Vengono distinti in bot verificati (approvati dal processo di verifica di Discord) e bot non verificati.
- Altri ruoli/membri: i ruoli non hanno soltanto una funzione di scopo amministrativo, ma possono anche esserci nei server Discord dei ruoli assegnati a tutti i membri (come in molti server i ruoli come "Membro", "Verificato", "Utente" ecc.) o degli altri ruoli non usati per scopi amministrativi.

## Nitro
Discord Nitro è un piano in abbonamento di Discord.
L'abbonamento permette modifiche ulteriori e impostazioni aggiuntive al server. Il livello del Nitro, detto anche "stato di potenziamento di un server", può essere incrementato, aumentando conseguentemente la qualità e quantità dei vantaggi. Ciò crescerà con l'incremento di membri abbonati al Nitro.

## Integrazioni
Customize your server with integrations. Manage webhooks, followed channels, and bots, as well as Twitch and YouTube settings for creators.
Esistono molti modi per personalizzare un server Discord. Si possono aggiungere bot per rendere più facile la moderazione e l'organizzazione del server, oppure giochi per gli amici e la community.
Due di queste integrazioni sono: webhook e Channel Following che sono molto utili per ricevere notizie e aggiornamenti da altri server Discord e da Internet, in generale pubblicati direttamente sul tuo server.
Esistono anche integrazioni dedicate agli streamer: YouTube e Twitch.

### Webhooks
I webhook sono un modo per pubblicare messaggi da altre app e siti Web in Discord utilizzando Internet.

### Channel Following
Channel Following ti permette di vedere tutti i canali che il tuo server sta seguendo in un unico posto, ti consente inoltre di seguire i canali degli annunci in altri server Discord. Ogni volta che un messaggio viene inviato in quei canali, verrà pubblicato direttamente nel server.

### YouTube e Twitch
Tramite queste integrazioni si crea un server più funzionale per una grande community di uno streamer, per tutti i suoi abbonati e iscritti.

### Bot
Esplorando i vari server Discord, non sarà raro imbattersi nei cosiddetti "bot", specie se si accede nei grandi server pubblici con migliaia di utenti. Essi sono degli utenti robotizzati che possono svolgere le più svariate funzioni: dalla moderazione alla messa a disposizione di servizi offerti agli utenti, dalla veicolazione di informazioni all'interazione con gli utenti. In poche parole: i bot costituiscono "l'amministrazione pubblica" di un server, organizzata e predisposta dal fondatore del server e dagli amministratori.
Essi vengono inseriti nel server dal creatore del server, o da chi ne ha la facoltà, tramite i link d'accesso presenti sui siti web che mettono a pubblica disposizione le invenzioni della community. I moderatori interagiscono e modificano le funzioni dei bot tramite i siti web originali di essi o tramite particolari impostazioni operative interne, all'interno del server stesso. Naturalmente l'accesso dei bot ai canali vocali e testuali, come per gli altri utenti, è regolato dai moderatori del server.
In maniera differente avviene l'interazione tra bot ed utente semplice: per usufruire delle funzionalità del bot, l'utente utilizza come interfaccia un canale testuale, precedentemente predisposto dalla moderazione, in cui, scrivendo con un semplice codice, si impartiscono i comandi al bot.
Un bot può essere scritto in diversi linguaggi di programmazione/librerie come, ad esempio, discord.js per JavaScript (NodeJS) oppure discord.py per Python

#### Funzioni dei bot
Come già si è accennato, i bot sono indispensabili per rendere godibile e piacevole l'esperienza su un server Discord, sia esso un piccolo server privato tra pochi amici o un colossale server pubblico costituito da migliaia di persone. Essi svolgono le seguenti funzioni:
- amministrativa o moderativa: nei grandi server non è possibile verificare che tutti gli utenti ottemperino alle regole ed eventualmente attuare le sanzioni per le infrazioni commesse; dunque è strettamente necessario che esista uno o più bot che "moderino" il server. Un'ulteriore funzione "amministrativa" che possono svolgere i bot è quella di assegnare ruoli o livelli, sempre in base alle regole ed alle indicazioni generali del server.
- di servizio: i bot possono offrire un'infinità di servizi differenti, come la possibilità di ascoltare brani musicali o giocare a divertenti mini-videogiochi o, ancora, interagire con l'utente rispondendo alle sue domande o ponendogliene, intrattenendolo scherzosamente.
- introduttiva ed informativa: nel momento dell'iscrizione ad un server, il quale può essere in qualsiasi momento abbandonato, i bot presentano la struttura ed il funzionamento del server congiuntamente all'illustrazione dello "statuto" del server, che l'utente si impegna a non infrangere. Inoltre i bot sono anche i "media" ufficiali del server: sono utilizzati per diffondere i messaggi importanti che coinvolgono l'intera community. Nell'ultimo caso descritto viene utilizzato spesso lo strumento del "tag" o del "ping".

## Chat

### Canali vocali o testuali
Per ciò concernente i canali è necessario iniziare a parlare delle impostazioni: infatti non tutti i membri posso visualizzare un canale, altri possono solo visualizzarlo senza scrivervi, altri ancora invece hanno accesso completo al server. Generalmente la creazione di canali o di una sezione di canali compete solamente gli amministratori e, naturalmente, il creatore.
Ad ogni modo, per effettuare la creazione di una sezione di canali o di un canale singolo basta ricorrere alla schermata delle impostazioni del server o della sezione. I canali testuali sono limitati alla messaggistica scritta, mentre i canali vocali offrono agli utenti anche la possibilità di apparire in video.

### Chat private e di gruppo
Come tutti gli altri social, Discord mette a disposizione degli ambienti virtuali per la messaggistica diretta: le chat. Infatti tutti gli utenti discord possono creare una chat privata (cioè solamente tra due utenti) o di gruppo con qualsiasi utente Discord.
Queste chat, oltre alla possibilità di scriversi vicendevolmente messaggi testuali, offrono un servizio di chiamate e videochiamate.

### Canali per la community

#### Conferenze
La conferenza è una funzione limitata ai moderatori ed al creatore di un server "community", cioè in cui sono state attivate le funzionalità comunitarie. Le persone che possono prendere parola sono scelte dal creatore della conferenza. Gli altri partecipanti si limitano ad ascoltare o a richiedere di poter parlare.

#### Regole
Il canale regole è gestito dall'amministrazione del server e all'interno vi si possono trovare tutto l'insieme di regole del server.

#### Eventi
Il canale eventi è utilizzato per gli eventi per cui è stata decisa la data e gli utenti possono seguire questi eventi in modo da essere avvisati quando iniziano.